# 贝贝龙属
貝貝龍（屬名：Beibeilong）是偷蛋龍類的一屬恐龍。模式種兼唯一種中華貝貝龍（Beibeilong sinensis）於2017年根據1993年在中國河南省發現的一個巢穴和蛋以及一隻胚胎標本（暱稱為「Baby Louie」）而敘述、命名。牠與巨盜龍有類似之處，但更為原始，成年後可能長至相仿的體型。

## 歷史
1992年12月，一位張姓農民在河南省西部西峽縣陽城鎮趙營村附近發現一窩恐龍蛋巢化石，上面有一隻剛孵化的幼體骨骼。在當地其他農民的協助下，他於1993年挖出了化石。張並非古生物研究人員或化石收藏家，而是化石盜獵者，因此這件化石於1993年中旬透過黑市貿易賣到了美國，並由化石經銷商（The Stone Company）的查爾斯·麥高文（Charles Magovern）所收購。他們並不吝將這項發現公諸於世，麥高文花了近700小時來清復，最後公開展出。幼體骨骼被認為是移除蛋殼後顯現出來的胚胎。1995年，古生物學家菲力·柯里表示該化石屬於鐮刀龍類，這是當時唯一已知體型巨大但頭小的獸腳類。其同事肯尼斯·卡彭特並不確定這項觀點。《國家地理雜誌》的雕塑家布萊恩·庫力（Brian Cooley）製作了一個還原尺寸的模型，以剖半的蛋殼內含胚胎的形象呈現，照片由路易斯·席侯尤斯（Louis Psihoyos）所攝，並登上雜誌1996年5月號的封面。 （页面存档备份，存于）此照片的形象從此深植於大眾文化，許多繪畫及模型紛紛爭相模仿與取材。麥高文將標本暱稱為「Baby Louie」。2001年，印第安納波利斯兒童博物館收購了這件標本，但礙於規定無法將非法取得的商品納入展覽，因此承諾未來將交還給中國當局。2013年12月，標本移交河南地質博物館。2015年，一個中美考察團隊設法定位出巢穴的原始發現地，期望能發現更多化石。在此之前，彼得·馬科維奇（Peter Makovicky）曾根據一塊位移的下頜骨判斷標本屬於偷蛋龍類。2007年巨盜龍發表後，開始有人懷疑這些蛋屬於前者，但進一步的研究發現這可能是一個尚未知曉的新物種。
2017年，蒲含勇、妲拉·澤列尼茨基（Darla K. Zelenitsky）、呂君昌、菲力·柯里、肯尼斯·卡彭特、徐莉、伊娃·科佩胡斯（Eva B. Koppelhus）、賈頌海、常華麗、李天然、馬汀·昆德拉特（Martin Kundrát）、沈才智一同命名、描述了模式種中華貝貝龍（Beibeilong sinensis）。屬名以漢語拼音的貝貝龍直翻，意為「龍的寶貝／嬰兒」，象徵標本的胚胎狀態。種名意為「來自中國的」。
正模標本HGM 41HIII1219發現於高溝組地層，年代可追溯至白堊紀晚期之初的森諾曼階至土侖階，約9000萬年前。標本包含一具相當完整、關節連接的骨骼與頭骨，屬於非常年幼的個體，來自一個約含八顆蛋的巢穴之上。標本並未與巢穴分離。尾部大部分遺失，僅保存六個趾骨。雖然根據頭骨姿勢（下巴貼近胸部）來判斷，骨骼很可能還是個胚胎，那就代表必是在化石化過程之前即從蛋殼內跑出來。骨骼排列方向與其他蛋垂直。巢內其他三顆蛋中也有發現骨骼。

## 描述

### 體型、鑑定特徵
保存下來的胚胎骨骼從吻尖到尾基長23公分。為了剛好塞進長40公分的蛋中，會呈尾部彎曲的姿態。成體體型未知。蛋被歸類為某種巨型偷蛋龍類，估計體重達1100公斤。根據巨盜龍身長8公尺，且其最大的蛋長61公分來推測，貝貝龍成年後身長可能有5公尺。
敘述者建立一系列鑑定特徵：眶前孔周圍凹陷以下側銳利的脊為邊界，脊向前延伸，接著從沿前上緣的傾斜向上及向後延伸；眶前孔之下上頜骨的骨質壁嵌入；淚骨後上緣與額骨交疊；下頜骨後部有個高度發育的後關節突，其凹面明顯，高度與寬度大致等長；髂骨前半部長於後半部；髂骨後半部中斷、或大致為圓潤狀；股骨前轉子發育程度弱。但不確定這些特徵是否獨特（尤其在髂骨和股骨），或僅與標本的年幼有關。

## 分類
貝貝龍被分類在偷蛋龍下目的近頜龍科，在演化樹中較小獵龍進階、但比巨盜龍原始。

## 大眾文化
中國的古生物藝術復原團隊PNSO發表了一部關於貝貝龍蛋巢故事 （页面存档备份，存于）的3D動畫短片，故事中描述一對偷蛋龍類父母在蛋即將孵化之際，突然遭遇土石流被迫遺棄巢穴，被掩埋的巢穴便形成今日所發現的化石模樣。